# (11706) Rijeka
(11706) Rijeka ist ein Asteroid des Hauptgürtels, der am 20. April 1998 von den kroatischen Astronomen Korado Korlević und Marino Dusić am Observatorium Višnjan (IAU-Code 120) in Kroatien entdeckt wurde.
Benannt wurde der Asteroid nach der kroatischen Hafenstadt Rijeka, die um 180 v. Chr. von den Römern erobert und an die Stelle der heutigen Altstadt verlagert wurde.